# Johann Nave
Johann Nave (* 16. September 1831 in Prag; † 18. November 1864 in Brünn) war ein k. k. österreichischer, mährischer Botaniker und Beamter.

## Leben
Nave kam nach dem frühen Tod des Vaters nach Brünn, wo er von 1842 bis 1850 das Gymnasium besuchte. Von 1850 bis 1854 absolvierte er entgegen seinen Interessen ein Studium der Rechtswissenschaft an der Universität Wien. 1854 kam er mit dem Plan nach Brünn zurück, Advokat zu werden, allerdings ergab sich keine eigene Kanzlei. 
Nave trat 1854 in die Landesfinanzdirektion ein. In Brünn war er leitendes Mitglied der naturforschenden Gesellschaft. Schon lange Zeit schwer erkrankt, starb er noch jung im Amt. Seine Lehrer waren zuletzt Franz Unger, Siegfried Reissek und Theodor Kotschy.

## Werke (Auswahl)
- Über die Grenzen und Berührungspunkte des Thierreichs und der Pflanzenwelt, in: Verhandlungen des Naturforschenden Vereins in Brünn 1 (1863), (Digitalisat).
- Zur Kenntnis der Farbstoffe der Algen, in: Hedwigia 2 (1863).
- Vorarbeiten zu einer Kryptogamenflora von Mähren und österr. Schlesien, in: Verhandlungen des Naturforschenden Verein in Brünn 2 (1864), (Digitalisat).